# Mele French
Mele French (* 15. Juni 1984 in San Clemente, Kalifornien) ist eine US-amerikanische Fußballspielerin.

## Karriere
French begann ihre Karriere im Jahr 2008 bei der W-League-Franchise der Pali Blues, mit der sie die Meisterschaft gewinnen konnte, sowie der WPSL-Franchise Ajax America. Für die WPS-Saison 2009 wurde sie vom Sky Blue FC gedraftet, kam dort jedoch nur zu einem Einsatz als Einwechselspielerin. Ab Januar 2010 spielte French für ein halbes Jahr beim Bundesligisten SC Freiburg, wo sie in der Rückrunde der Saison 2009/10 auf zehn Einsätze kam und zwei Tore erzielte. Danach wechselte sie zurück in die Vereinigten Staaten und schloss sich der W-League-Meistermannschaft der Buffalo Flash an. Dieser blieb French auch im Jahr 2011 treu, in dem das Team als Western New York Flash in der WPS antrat, kam jedoch zu keinem Ligaeinsatz. Im Jahr 2012 spielte sie für den kanadischen W-League-Teilnehmer Vancouver Whitecaps Women, in der Folgesaison kehrte sie zu den Pali Blues zurück und gewann dort, wie bereits 2008, erneut die Meisterschaft. Diesen Triumph konnte French im Jahr 2014 mit den Los Angeles Blues, hervorgegangen aus einer Fusion von Pali Blues und Los Angeles Strikers, umgehend wiederholen. Zur Saison 2015 wechselte sie zum W-League-Rivalen Seattle Sounders Women, der sie zu Saisonbeginn kurzzeitig an den NWSL-Teilnehmer Seattle Reign FC auslieh.
In der Saison 2016 gewann French mit der Franchise der Santa Clarita Blue Heat die erstmals ausgespielte Meisterschaft in der neugegründeten UWS.

## Erfolge
- 2008, 2013: Meisterschaft in der W-League (Pali Blues)
- 2010: Meisterschaft in der W-League (Buffalo Flash)
- 2014: Meisterschaft in der W-League (Los Angeles Blues)
- 2016: Meisterschaft in der UWS (Santa Clarita Blue Heat)